# Schefflera minutistellata
Schefflera minutistellata är en araliaväxtart som beskrevs av Elmer Drew Merrill och Hui Lin Li. Schefflera minutistellata ingår i släktet Schefflera och familjen araliaväxter. Inga underarter finns listade.